# Nataša Kandićová
Nataša Kandićová (srbskou cyrilicí Hаташа Kандиh; * 16. prosince 1946 Kragujevac) je srbská aktivistka za lidská práva, koordinátorka Sítě pro usmíření RECOM, zakladatelka a bývalá výkonná ředitelka Humanitárního právního centra, organizace bojující za lidská práva a usmíření v bývalé Jugoslávii se zaměřením na roli Srbska v konfliktu. Humanitární právní centrum vzniklo v roce 1992 a jeho výzkum byl nedílnou součástí obžaloby Mezinárodního trestního tribunálu pro bývalou Jugoslávii z válečných zločinů, zejména videa „kouřící pistole“, které spojuje srbské vojenské síly s masakry ve Srebrenici. Za svou práci v oblasti lidských práv získala řadu mezinárodních ocenění (mimo jiné cenu Amnesty International pro objektivní pozorovatele). V Srbsku je kontroverzní osobností, bývalý tamní prezident Tomislav Nikolić na ni podal žalobu za pomluvu.